# Raoul Pictet
Raoul Pierre Pictet (Genf, 1846. április 4. – Párizs, 1929. július 27.) svájci fizikus.

## Munkássága
Genfben természettudományokat, Párizsban az École polytechnique-en termodinamikát tanult. Svájc nagykövetének titkáraként részt vett a Szuezi-csatorna megnyitóján, majd 1871 és 1874 között Kairóban tanított fizikát és mechanikát. Hazatérése után tanárként, majd 1879-től professzorként tanított a Genfi Egyetemen, és az alacsony hőmérsékletek fizikája lett a szakterülete. Bebizonyította, hogy a hidrogén, nitrogén és az oxigén nagy nyomás és nagyon alacsony hőmérséklet hatására folyékonnyá, sőt szilárd halmazállapotúvá is alakíthatók. Hasonló eredményre jutott kb. ezzel egy időben Louis Paul Cailletet is – bár más módszerrel – Párizsban. 1886-tól Berlinben élt, és a Humboldt Egyetemen tanított, ahol laboratóriumot rendezett be kísérleteihez. Hűtőgépeket is gyártott és forgalmazott, a fagyasztáshoz kénsavas és szénsavas vegyüléket használt. 

## Tudományos publikációi
- Mémoire sur la liquéfaction de l'Oxygène, la liquéfaction et la solidification de l'hydrogène et sur les théories des changements des corps. Paris (1878)
- Synthèse de la chaleur. Paris (1879)
- Sur la synthèse de la chaleur. Genf (1895)
- Zur mechanischen Theorie der Explosivstoffe. Weimar (1902)